# Clubiona convoluta
Clubiona convoluta là một loài nhện trong họ Clubionidae.
Loài này thuộc chi Clubiona. Clubiona convoluta được Raymond Robert Forster miêu tả năm 1979.